# (177625) 2004 JD
(177625) 2004 JD (2004 JD, 2006 RD59) — астероїд головного поясу, відкритий 8 травня 2004 року.
Тіссеранів параметр щодо Юпітера — 3,318.